# Lucas Ocampos
Lucas Ariel Ocampos (Quilmes, 11 juli 1994) is een Argentijns voetballer die doorgaans als vleugelspeler speelt. Hij tekende in juli 2019 een contract tot medio 2024 bij Sevilla, dat vijftien miljoen euro voor hem betaalde aan  Olympique Marseille. In september 2022 vertrok Ocampos op huurbasis voor een seizoen naar Ajax. Ocampos debuteerde in 2019 in het Argentijns voetbalelftal.

## Clubcarrière
Ocampos stroomde door vanuit de jeugd van River Plate. Daarvoor maakte hij op 16 augustus 2011 zijn debuut in het eerste elftal, tegen Chacarita Juniors. Vier dagen later scoorde hij zijn eerste doelpunt de club, tegen Independiente Rivadavia. 
Ocampos tekende op 16 augustus 2012 een vijfjarig contract bij AS Monaco, dat ongeveer dertien miljoen euro voor hem betaalde. Hij maakte in zijn eerste seizoen vier doelpunten in 28 wedstrijden voor de club, in de Ligue 2. In 2013 keerde Monaco na twee jaar afwezigheid terug in de Ligue 1.
Monaco verhuurde Ocampos op 2 februari 2015 voor een half seizoen aan Olympique Marseille. Dat nam hem in juli van dat jaar definitief over en gaf hem een contract tot medio 2020. In 2016 werd hij een half jaar verhuurd aan Genoa CFC, en in 2017 een half jaar aan AC Milan.
Vanaf de zomer van 2019 kwam Ocampos drie seizoenen uit voor Sevilla FC. In zijn eerste seizoen bij deze club (2019/20) won Sevilla de UEFA Europa League.
In september 2022 vertrok Ocampos op huurbasis voor een seizoen naar Ajax, waarna er een optie tot koop is. Zijn eredivisiedebuut volgde op 3 september, als invaller tegen Cambuur. Hij werd aangetrokken als opvolger van rechtsbuiten Antony, maar in de praktijk speelde niet Ocampos maar Dušan Tadić of Steven Bergwijn op deze positie. Ocampos was wisselspeler. In januari 2023 nam Ocampos na slechts 114 speelminuten voor Ajax afscheid van de club, en ging hij terug naar Sevilla.
Teruggekeerd bij Sevilla won hij met deze club op 31 mei 2023 opnieuw de UEFA Europa League.

## Clubstatistieken
| Seizoen | Club                  | Competitie         | Competitie | Competitie | Beker | Beker | Europa | Europa | Totaal | Totaal |
| Seizoen | Club                  | Competitie         | Wed.       | Dlp.       | Wed.  | Dlp.  | Wed.   | Dlp.   | Wed.   | Dlp.   |
| ------- | --------------------- | ------------------ | ---------- | ---------- | ----- | ----- | ------ | ------ | ------ | ------ |
| 2011/12 | River Plate           | Primera B Nacional | 38         | 7          | 1     | 0     | –      | –      | 39     | 7      |
| 2012/13 | River Plate           | Primera División   | 1          | 0          | –     | –     | –      | –      | 1      | 0      |
| 2012/13 | AS Monaco             | Ligue 2            | 29         | 4          | 3     | 1     | –      | –      | 32     | 5      |
| 2013/14 | AS Monaco             | Ligue 1            | 34         | 5          | 5     | 2     | –      | –      | 39     | 7      |
| 2014/15 | AS Monaco             | Ligue 1            | 17         | 1          | 3     | 1     | 6      | 1      | 26     | 3      |
| 2014/15 | → Olympique Marseille | Ligue 1            | 14         | 2          | –     | –     | –      | –      | 14     | 2      |
| 2015/16 | Olympique Marseille   | Ligue 1            | 17         | 1          | 2     | 1     | 6      | 2      | 25     | 4      |
| 2016/17 | → Genoa               | Serie A            | 14         | 3          | 3     | 0     | 0      | 0      | 17     | 3      |
| 2016/17 | → AC Milan            | Serie A            | 12         | 0          | 0     | 0     | 0      | 0      | 12     | 0      |
| 2017/18 | Olympique Marseille   | Ligue 1            | 31         | 9          | 5     | 3     | 17     | 4      | 53     | 16     |
| 2018/19 | Olympique Marseille   | Ligue 1            | 34         | 4          | 1     | 0     | 4      | 1      | 39     | 5      |
| 2019/20 | Sevilla               | Primera División   | 33         | 14         | 4     | 2     | 7      | 1      | 44     | 17     |
| 2020/21 | Sevilla               | Primera División   | 34         | 5          | 4     | 2     | 7      | 0      | 46     | 8      |
| 2021/22 | Sevilla               | Primera División   | 30         | 6          | 3     | 1     | 9      | 2      | 42     | 9      |
| 2022/23 | Sevilla               | Primera División   | 3          | 0          | –     | –     | –      | –      | 3      | 0      |
| 2022/23 | → Ajax                | Eredivisie         | 2          | 0          | 0     | 0     | 1      | 0      | 3      | 0      |
| Totaal  | Totaal                | Totaal             | 343        | 61         | 38    | 14    | 57     | 11     | 439    | 87     |

## Interlandcarrière
Ocampos speelde acht wedstrijden in Argentinië –17, waarmee hij onder meer deelnam aan het WK –17 van 2011. Hij debuteerde op 9 oktober 2019 in het Argentijns voetbalelftal, in een oefenwedstrijd in en tegen Duitsland (2–2). Hij maakte die dag zelf het laatste doelpunt van de wedstrijd. Dat deed hij ook vier dagen later in zijn tweede interland, een met 6–1 gewonnen oefeninterland tegen Ecuador.

## Erelijst
| Competitie         | Aantal      | Jaren            |
| River Plate        | River Plate | River Plate      |
| ------------------ | ----------- | ---------------- |
| Primera B Nacional | 1x          | 2011/12          |
| AS Monaco          |             |                  |
| Ligue 2            | 1x          | 2012/13          |
| Sevilla            |             |                  |
| UEFA Europa League | 2x          | 2019/20, 2022/23 |

1 Fernández ·
3 Pedrosa ·
4 Salas ·
6 Gudelj ·
7 Romero ·
8 Ortiz ·
9 Iheanacho ·
10 Suso ·
11 Lukebakio ·
12 Sambi Lokonga ·
13 Nyland ·
14 Peque ·
15 Montiel ·
16 Navas  ·
17 Ñíguez ·
18 Agoumé ·
19 Barco ·
20 Sow ·
21 Ejuke ·
22 Badé ·
23 Marcão ·
24 Nianzou ·
26 Sánchez ·
27 Idumbo Muzambo ·
31 Flores ·
32 Carmona ·
Coach: Pimienta
· Assistent-coach: García